# Colin Brinded
Colin Brinded (* 1946; † 26. November 2005 in Great Yarmouth, Norfolk) war ein englischer professioneller Snooker-Schiedsrichter. Er leitete unter anderem das Finale der Snookerweltmeisterschaft 1999.

## Leben
Brinded wurde 1946 geboren. 1976 begann er seine Schiedsrichter-Karriere. Zunächst wurde er vor allem im Amateursnookerbereich seiner Heimatregion Norfolk eingesetzt. Später leitete er vor allem Profispiele, nebenher aber weiterhin auch Amateurspiele, insbesondere zu wohltätigen Zwecken. Sein offizielles Debüt auf der Profitour gab er 1987.
In seiner Karriere leitete der Engländer, der als einer der wenigen den Status eines professionellen Snooker-Schiedsrichters hatte, verschiedene Turnierendspiele, darunter auch das Finale der Snookerweltmeisterschaft 1999 zwischen Stephen Hendry und Mark Williams sowie die Endspiele der UK Championship 2003 und der UK Championship 2004. Zudem leitete er einige andere Partien, die mediale Beachtung fanden. Darunter fällt das Viertelfinale der Snookerweltmeisterschaft 2005 zwischen Ronnie O’Sullivan und Peter Ebdon, in dem sich O’Sullivan merklich über Ebdons langsame Spielweise aufregte. Ebenso bekam Brindeds Einsatz im Viertelfinale der Players Championship 2004 Aufmerksamkeit, als Quinten Hann während des Spiels hörbar fluchte. Brinded ermahnte infolgedessen den Australier. Ferner begleitete er als Schiedsrichter insgesamt vier Maximum Breaks, zuletzt bei der Snookerweltmeisterschaft 2005. Alles in allem gehörte der Engländer zu den bekanntesten und beliebtesten Snooker-Schiedsrichtern. Darüber hinaus engagierte er sich auch als Turnierdirektor, mindestens auf der Challenge Tour 2000/01.
Seinen letzten Auftritt hatte er Mitte 2005 bei einem Event der Pontin’s International Open Series. Im Sommer 2005 wurde bei Brinded Krebs diagnostiziert, die Behandlung startete er wenig später. Nichtsdestotrotz erlag er der Erkrankung am 26. November 2005 im Alter von 59 Jahren in seiner Heimat Great Yarmouth. Er hinterließ einen Bruder. Der siebenfache Weltmeister Stephen Hendry würdigte ihn als einen der „besten Schiedsrichter, die wir hatten“, weitere Anerkennung drückten unter anderem die mehrfachen Weltmeister Steve Davis und John Higgins, der Profi-Schiedsrichter Jan Verhaas und der Vorsitzende der European Billiards & Snooker Referees Association, Simon Smith, aus. 2007 wurden zwei Amateurturniere in Gedenken an Brinded ausgetragen, zum einen von der Amateurszene in Norfolk, zum anderen von der Snooker Writer’s Association.